# Infinite synthesis 2
《infinite synthesis 2》是fripSide（第二期）的第三張專輯。於2014年9月10日由日本NBC Entertainment發售。

## 概要
- 這次專輯收錄了TV動畫《科學超電磁砲S》兩首片頭曲「sister's noise」、「eternal reality」，以及TV動畫《黑色子彈》片頭曲「black bullet」等共十三首歌曲。[1]
- 專輯分為Blu-ray初回限定盤（GNCA-1415）、DVD初回限定盤（GNCA-1416）及通常盤（GNCA-1417）3種版本。
- Blu-ray及DVD初回限定盤附收錄有《infinite synthesis》PV的DVD。
- 於9月16日Oricon週間排名取得第三名佳績，比第一張專輯《infinite synthesis》的排名第八名提高了不少。

## 收錄歌曲
CD
1. sister's noise（4:22）
作詞、作曲、編曲：八木沼悟志
TV動畫《科學超電磁砲S》片頭曲
2. infinite synthesis（6:54）
作詞、作曲、編曲：八木沼悟志
3. fermata~Akkord:fortissimo~（4:48）
作詞、作曲、編曲：八木沼悟志
PS Vita遊戲《カデンツァ フェルマータ アコルト：フォルテシモ》主題歌
4. lost dimension（5:13）
作詞、作曲、編曲：八木沼悟志
PS3(R)/PS Vita遊戲《ロストディメンション》主題歌
5. I'm believing you（5:45）
作詞：南條愛乃，作曲、編曲：八木沼悟志
6. Secret of my heart（5:24）
作詞：南條愛乃，作曲、編曲：八木沼悟志
7. eternal reality（3:52）
作詞：八木沼悟志，作曲：小室哲哉、八木沼悟志，編曲：八木沼悟志
TV動畫《科學超電磁砲S》片頭曲2
8. black bullet（4:24）
作詞、作曲、編曲：八木沼悟志
TV動畫《黑色子彈》片頭曲
9. rain of tears（4:36）
作詞、作曲、編曲：八木沼悟志
10. scorching heart（4:39）
作詞：南條愛乃，作曲、編曲：八木沼悟志、川崎海
11. waiting for the moment（4:25）
作詞：南條愛乃，作曲、編曲：八木沼悟志
12. always be with you（5:14）
作詞：南條愛乃，作曲、編曲：八木沼悟志
13. true resonance（4:46）
作詞、作曲、編曲：八木沼悟志

Blu-ray、DVD（初回限定盤特典共通）
1. infinite synthesis（PV）
2. PV making
3. SPOT In Stores Now ver.
4. SPOT Special ver. 1
5. SPOT Special ver. 2
6. special interview
7. Live映像
「ANIMAX MUSIX 2013」
  1. only my railgun
  2. sister's noise
  3. eternal reality

「リスアニ！LIVE-4」
  1. sister's noise
  2. LEVEL5 -judgelight-
  3. only my railgun